# 광주 예술제
광주 예술제는 2003년부터 시작된 경기도 광주의 대표 예술제로 매년 5월 중 금요일 ~ 일요일에 열리는 축제 행사이다. 미술인전, 시 낭송회, 열린 음악회, 시민 가요제 등을 개최하며 개막식 날에는 오케스트라 및 초정 가수가 직접 와서 공연을 한다.

## 연혁
- 제1회 - 2003년 5월 30일 ~ 6월 1일 : 청석공원에서 개최
- 제2회 - 2004년 8월 28일 ~ 8월 29일 : 청석공원에서 개최
- 제3회 - 2005년 8월 26일 ~ 8월 28일 : 청석공원에서 개최
- 제4회 - 2007년 10월 5일 ~ 10월 7일 : 청석공원에서 개최
- 제5회 - 2008년 6월 13일 ~ 6월 15일 : 청석공원에서 개최
- 제6회 - 2009년 6월 12일 ~ 6월 14일 : 청석공원에서 개최
- 제7회 - 2010년 6월 11일 ~ 6월 12일 : 청석공원에서 개최
- 제8회 - 2011년 5월 13일 ~ 5월 15일 : 청석공원에서 개최
- 제9회 - 2012년 5월 25일 ~ 5월 26일 : 경기도자박물관에서 개최
- 제10회 - 2013년 5월 24일 ~ 5월 26일 : 청석공원에서 개최
- 제11회 - 2014년 9월 26일 ~ 10월 5일 곤지암도자공원에서 개최[1]

## 초청 가수
- 2008년부터 매년 개막식 때마다 초청가수가 직접 와서 공연을 한다.

| 회차   | 행사 일자       | 초청 가수                                                                 |
| ------ | --------------- | ------------------------------------------------------------------------- |
| 제5회  | 2008년 6월 13일 | 샴푸, 쥬얼리                                                              |
| 제6회  | 2009년 6월 12일 | 샤이니, 에반, 제이워크, 이태종, 바닐라시티, W.주희, 김시현                |
| 제7회  | 2010년 6월 11일 | 엠블랙, 강진, 김현국, 쓰리고, 바니스, 미지, 렌, HAM, 엘클래스, 바닐라시티 |
| 제8회  | 2011년 5월 13일 | 레인보우, 태진아, 성진우, 최진희, DNT, JQT                                |
| 제9회  | 2012년 5월 25일 | 다비치, 씨리얼, 백청강, 조항조, 이예린, 박정수, 박강성, 한서경            |
| 제10회 | 2013년 5월 24일 | 달샤벳, 슈퍼키드, 디유닛, 김은영, 허윤아, 이청                            |